# Ринка (острво)
Ринка (инд. Pulau Rinca) једно је од 17.508 острва Индонезије које се налази у провинцији Источна Нуса Тенгара. Најпознатије је као природно станиште једног од највећих гуштера на планети комодског змаја и бројних других ендемских врста. Острво је део малосундског архипелага и Националног парка Комодо. Површина острва износи 198 км². Број становника је око 1.300.
Животни услови за локално становништво су доста тешки. Услови за школовање деце су веома ограничени тако да неке невладине организације помажу у снабдевању књигама на острву Ринка. Локално становништво такође мора да буде пажљиво када су у питању комодски змајеви који повремено нападају и убијају људе.
С обзиром да је Ринка мање познато острво од Комода, то је одлично место да се виде комодски змајеви у свом природном окружењу где их мање људи омета. Дневна путовања се организују малим бродом са Флореса. Поред комодским змајева на острву имају станиште и многе друге животињске врсте као што су дивље прасе, буфали и многобројне врсте птица.
Острва Ринка и Комодо представљају пролаз у правцу север-југ између Индијског океана и Флореског мора. С обзиром на уски пролаз између две велике водене површине, у водама између Ринке и Комода се срећу многи вирови и океанске струје брзине веће и од 10 чворова.